# سيتيز: سكاي لاينز
سيتيز: سكاي لاينز هي لعبة بناء مدن من نشر بارادوكس إنتراكتيف. اللعبة صدرت في 10 مارس 2015، بنظام ميكروسوفت ويندوز، ولينكس، وأو إس 10، وتم الإعلان عن نسخة قادمة في 2016 لجهاز الإكس بوكس ون. اللعبة عبارة عن طور فردي يقوم فيها اللاعب ببناء مدينة، حيث يقوم بتقسيم المناطق، وبناء الطرق، ووضع الضرائب، والخدمات العامة، وبناء وسائل النقل في المدينة. وعلى اللاعب أيضا أن يحافظ على الميزانية، ونمو والسكان، والصحة، ومعدل السعادة، ونسبة العمالة، والتلوث بكافة أنواعها مثل الأرض، والمياه، والضوضاء، وتدفق حركة المرور وغيرها من العوامل.

## الإطلاق
أعلن عن سيتيز: سكاي لاينز من قبل ناشرها بارادوكس إنتراكتيف في 14 أغسطس 2014، في معرض جيمز كوم عندما كانت في مراحلها الأولى. في الفيديو الإعلاني للعبة تم التأكيد على أن اللاعبين قادرين على «بناء مدينة الحلم»، و«التعديل على ملفات اللعبة ومشاركتها عبر الإنترنت» والقدرة على لعبة اللعبة دون الحاجة لإنترنت. وتعتبر ميزة القدرة على لعبة اللعبة دون الحاجة لإنترنت قاتلة لمنافستها سيم سيتي التي تتطلب وجود إنترنت لكي تعمل. اللعبة تم تطويرها على المحرك الشهير يونيتي. في أوائل سبتمبر عام 2014، تم الإعلان عن إطلاق اللعبة بين الربعين الأول والثاني من عام 2015، وفي 10 فبراير 2015، تم الإعلان عن تاريخ إطلاق اللعبة في 10 مارس (اذار). كما أعلن ناشر اللعبة أنه قد يتم إصدار اللعبة على جهاز الإكس بوكس ون في 2016.

## رُدود الأفعال
| المراجعات |         |
| --- | ------- |
| الدرجات الإجمالية المجموع نقاط غيم رانكينغز 86.49% [ 10 ] ميتاكريتيك 85/100 [ 11 ] نتائج المراجعة نشرة نقاط دستركتويد 9/10 [ 12 ] غيم إنفورمر 8.75/10 [ 13 ] غيم سبوت 8/10 [ 14 ] آي جي إن 8.5/10 [ 15 ] بي سي غيمر (الولايات المتحدة) 86/100 [ 16 ] The Escapist [لغات أخرى] ‏ [ 17 ] |         |
| الدرجات الإجمالية |         |
| المجموع | نقاط    |
| غيم رانكينغز | 86.49%  |
| ميتاكريتيك | 85/100  |
| نتائج المراجعة |         |
| نشرة | نقاط    |
| دستركتويد | 9/10    |
| غيم إنفورمر | 8.75/10 |
| غيم سبوت | 8/10    |
| آي جي إن | 8.5/10  |
| بي سي غيمر (الولايات المتحدة) | 86/100  |
| The Escapist ‏ | [ 17 ]  |

### قبل الإطلاق
عندما أعلن عن اللعبة للمرة الأولى، تحدث عنها الصحفيين على أنها منافسة للعبة سيم سيتي التي توصف «بالسيئة» و«الكارثية» التي صدرت في 2013، وإمتدح كتاب موقع يورو جيمر الفريق المطور للعبة سيتيز: سكاي لاينز وتمت مقارنتهم بشركة ماكسيس سوفتوير المسؤولة عن تطوير لعبة سيم سيتي.

### رأي النُقَّاد
تلقت سيتيز: سكاي لاينز مراجعات إيجابية من النقاد. موقع آي جي إن منح اللعبة تقييم 8.5 من 10 وقال:«لا تتوقع سيناريوهات مثيرة أو أحداث عشوائية، ولكن تتوقع مميزات مثيرة للإعجاب». أما موقع ديستريكتيد أعطى اللعبة تقييم 9 من أصل 10 قائلا:«سيتيز: سكاي لاينز لاتعود فقط إلى المثل الأعلى الذي جعل هذا النوع من الألعاب شعبي جدا، بل توسع لهم، لقد استمتعت بكل دقيقة لعبت هذا اللعبة، في التخطيط والبناء».

### المبيعات
خلال 24 ساعة من إطلاق اللعبة تم بيع 250,000 نسخة. وخلال اسبوع من إطلاق اللعبة تم بيع 500,000 نسخة. وخلال شهر من إطلاق اللعبة تم بيع مليون نسخة. وبعد نهاية السنة الأولى من إطلاق اللعبة وصلت المبيعات إلى مليوني نسخة.

## روابط خارجية
- سيتيز: سكاي لاينز على موقع IMDb (الإنجليزية)

الموقع الرسمي للعبة